# Gukje Motors Company

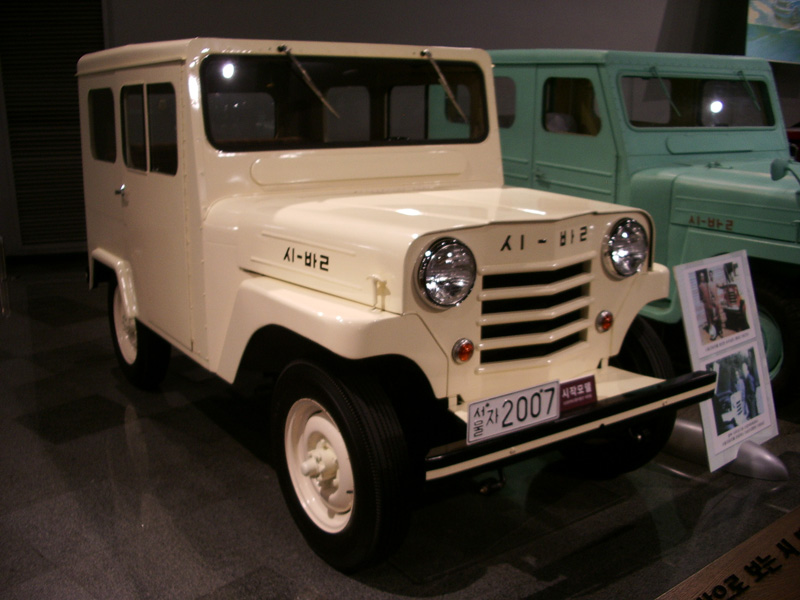
Gukje Sibal (Nachbau)

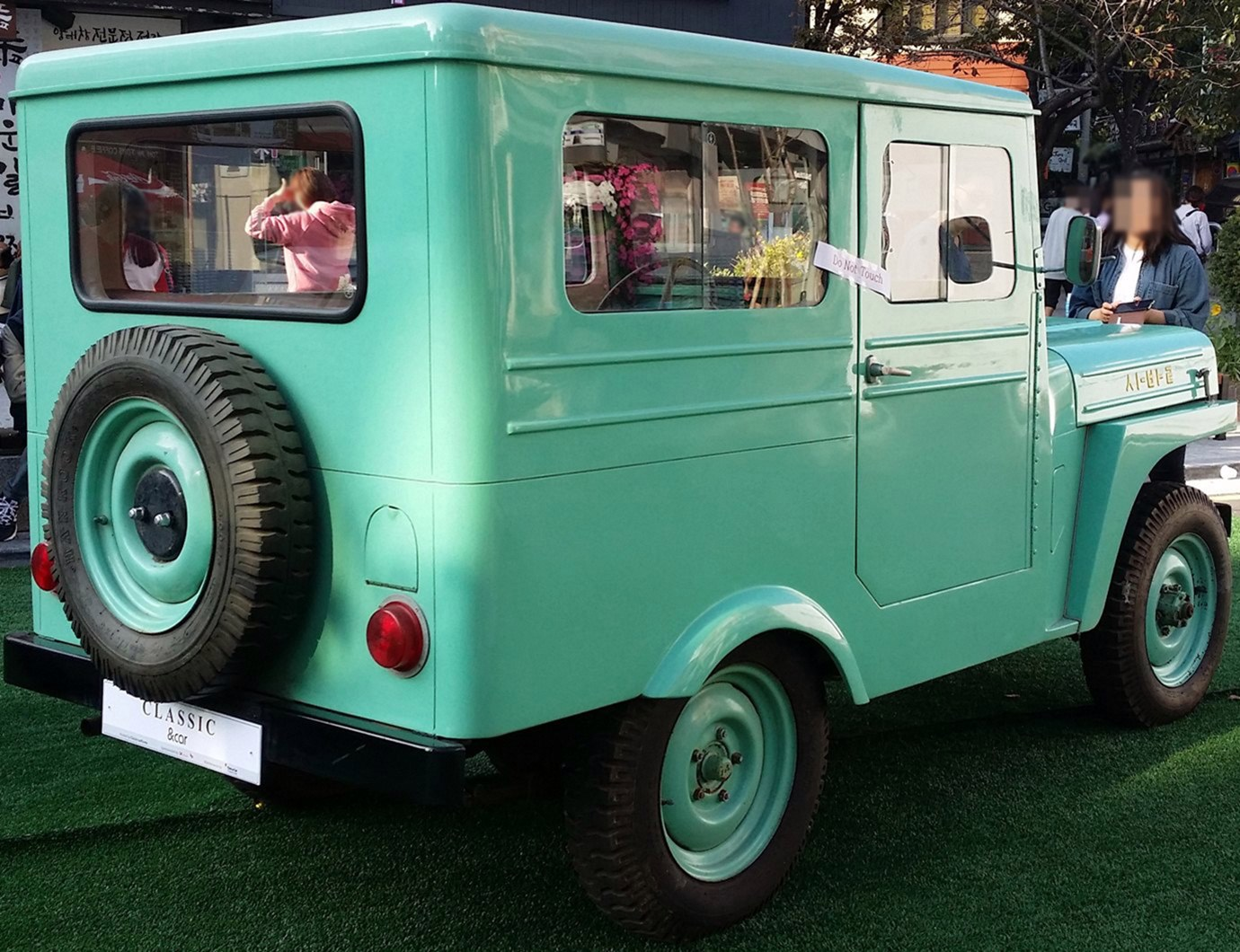
Heckansicht

Gukje Motors Company war ein südkoreanischer Hersteller von Automobilen. Der produzierte Sibal wird als erstes koreanisches Fahrzeug angesehen.

## Unternehmensgeschichte
Das Unternehmen aus Seoul begann 1955 unter Leitung dreier Brüder mit der Produktion von Automobilen. Der Markenname lautete Gukje, nach anderen Quellen Sibal. Produktionszeitraum war 1955 bis 1961. Es werden diesbezüglich aber auch 1955 bis 1963, 1955 bis 1958 oder nur 1957 genannt. Eine Quelle nennt 1964 als Ende der Produktion.

## Fahrzeuge
Der Sibal bzw. Shibal war ein Fahrzeug auf Basis des Willys MB. Es wurde auch als Taxi eingesetzt. Der Vierzylindermotor hatte 1323 cm³ Hubraum.
Außerdem fertigte das Unternehmen Personenkraftwagen.

## Produktionszahlen
Für die Jahre 1955 bis 1961 wurde eine Produktionszahl von 2235 Fahrzeugen angegeben. Andere Quellen nennen eine Gesamtproduktion von rund 3000 Fahrzeugen.
| Jahr  | Stückzahl |
| ----- | --------- |
| 1955  | 7         |
| 1956  | 74        |
| 1957  | 372       |
| 1958  | 140       |
| 1959  | 430       |
| 1960  | 550       |
| 1961  | 662       |
| Summe | 2235      |